# تالار افتخارات هاکی
تالار افتخارات هاکی (فرانسوی: Temple de la Renommée du Hockey‎) واقع در تورنتو، انتاریو ی کشور کانادا ست. این مکان تاریخ هاکی روی یخ اختصاص داده شده‌است و یک موزه و تالار افتخارات این رشته است. این تالار اطلاعاتی را در مورد بازیکنان، تیم‌ها، اسناد لیگ ملی هاکی (NHL)، سوابق به یاد ماندنی و دستاوردهای NHL از جمله جام استنلی را به نمایش عموم درمی‌آورد. 

## پیشینه
این تالار در سال ۱۹۴۳ تحت رهبری James T. ساترلند در کینگستون انتاریو تأسیس شد. اولین گروه از اعضای مفتخر در سال ۱۹۴۵ پذیرفته شد قبل از اینکه این تالار دارای یک مکان دائمی باشید. در سال ۱۹۵۸ پس از اینکه NHL حمایت خود را از تالار ملی افتخارات هاکی کینگستون در اونتاریو قطع کرد به تورنتو منتقل شد. در سال ۱۹۶۱ اولین ساختمان دائمی آن محل نمایشگاه افتتاح شد. در سال ۱۹۹۳ تالار به مکان بانک مونترال سابق در مرکز شهر تورنتو منتقل شد که هم‌اکنون نیز در همانجاست.